# Schima sinensis
Schima sinensis är en tvåhjärtbladig växtart som först beskrevs av William Botting Hemsley och E.H. Wilson, och fick sitt nu gällande namn av Airy-shaw. Schima sinensis ingår i släktet Schima och familjen Theaceae. Inga underarter finns listade i Catalogue of Life.